# شعیبه (الجزایر)
شعیبه (به عربی: الشعیبة) یک شهرداری در الجزایر است که در استان تیپازه واقع شده‌است.